# Saeid Davarpanah
Saeid Davarpanah (7 de setembro de 1987) é um basquetebolista profissional iraniano.

## Carreira
Saeid Davarpanah integrou a Seleção Iraniana de Basquetebol, em Pequim 2008, que terminou na décima-primeira colocação.

## Títulos
Seleção Iraniana
- FIBA Campeonato Asiático de 2015: 2º Lugar